# 炭焼古墳
炭焼古墳（すみやきこふん）は、岐阜県土岐市泉町定林寺にある古墳。形状は円墳。岐阜県指定史跡に指定されている。

## 概要
岐阜県東部、土岐川北岸の山地南斜面に築造された古墳である。これまでに発掘調査は実施されていない。
墳形は円形で、直径16.0メートル・高さ2.15メートルを測る。埋葬施設は、後室・前室・羨道からなる複室構造の横穴式石室であり、南方向に開口する。石室内の副葬品は詳らかでない。築造時期は古墳時代終末期の7世紀代と推定される。
古墳域は1956年（昭和31年）に岐阜県指定史跡に指定されている。

## 埋葬施設

石室俯瞰図

石室展開図

埋葬施設としては横穴式石室が構築されており、南方向に開口する。後室・前室・羨道からなる複室構造の石室である。石室の規模は次の通り。
- 石室全長：8.15メートル
- 後室：長さ3.16メートル、幅1.32メートル、高さ1.41メートル
- 前室：長さ3.00メートル、幅1.51メートル、高さ1.15メートル
- 羨道：長さ1.37メートル、幅1.49メートル、高さ1.15メートル

石室の石材は花崗岩。後室は、奥壁が一枚石、両側壁が3枚の石材によって構築され、天井石には一枚石を使用する。前室は、側壁に多数の石を積むが、天井石は一枚石である。羨道の側壁は2段積みであるが、天井石は失われている。後室・前室を区切る玄門、前室・羨道を区切る前門には、方形の立柱石を置いて袖構造を形成する。

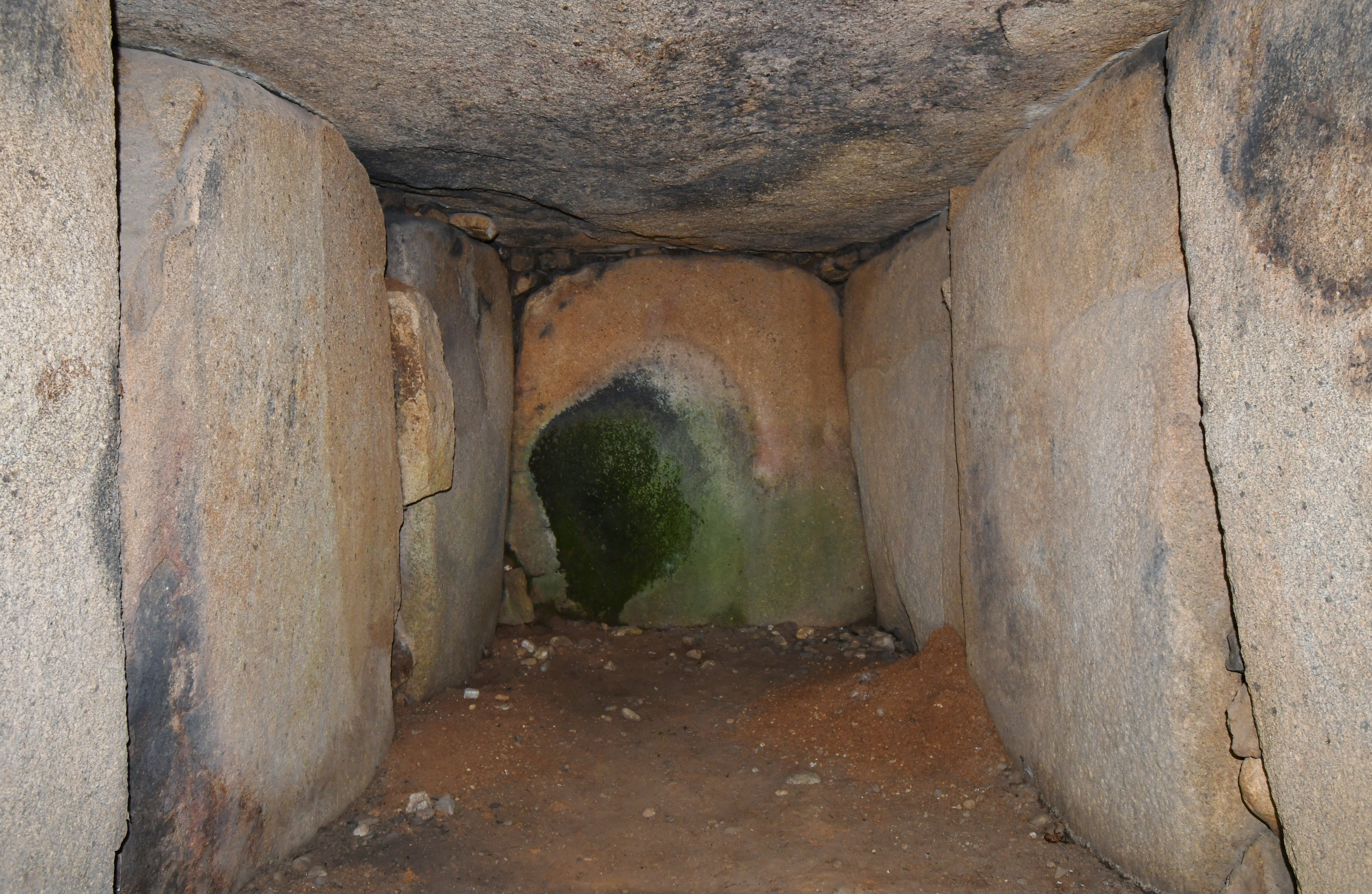
後室（奥壁方向）
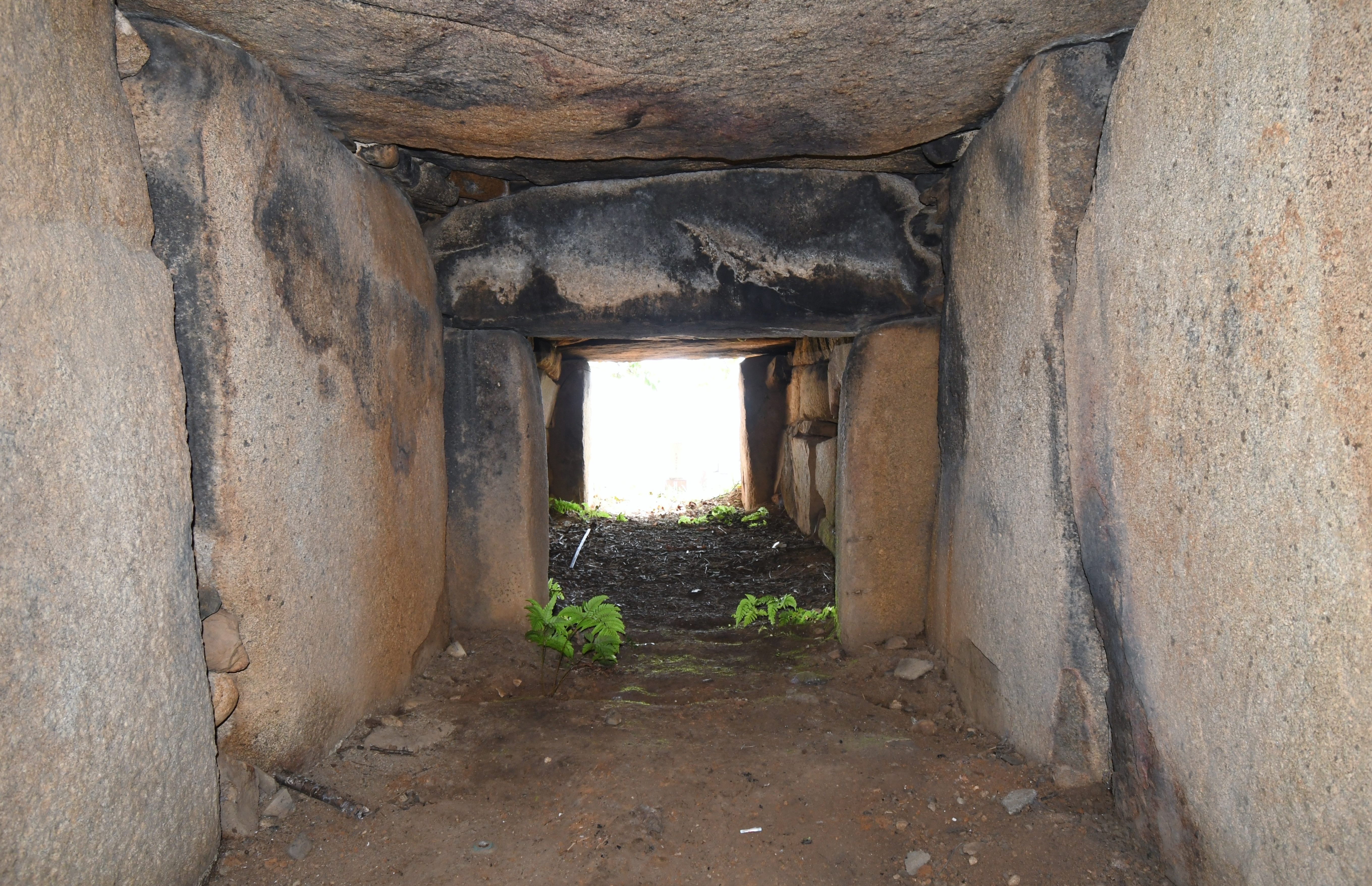
後室（開口部方向）
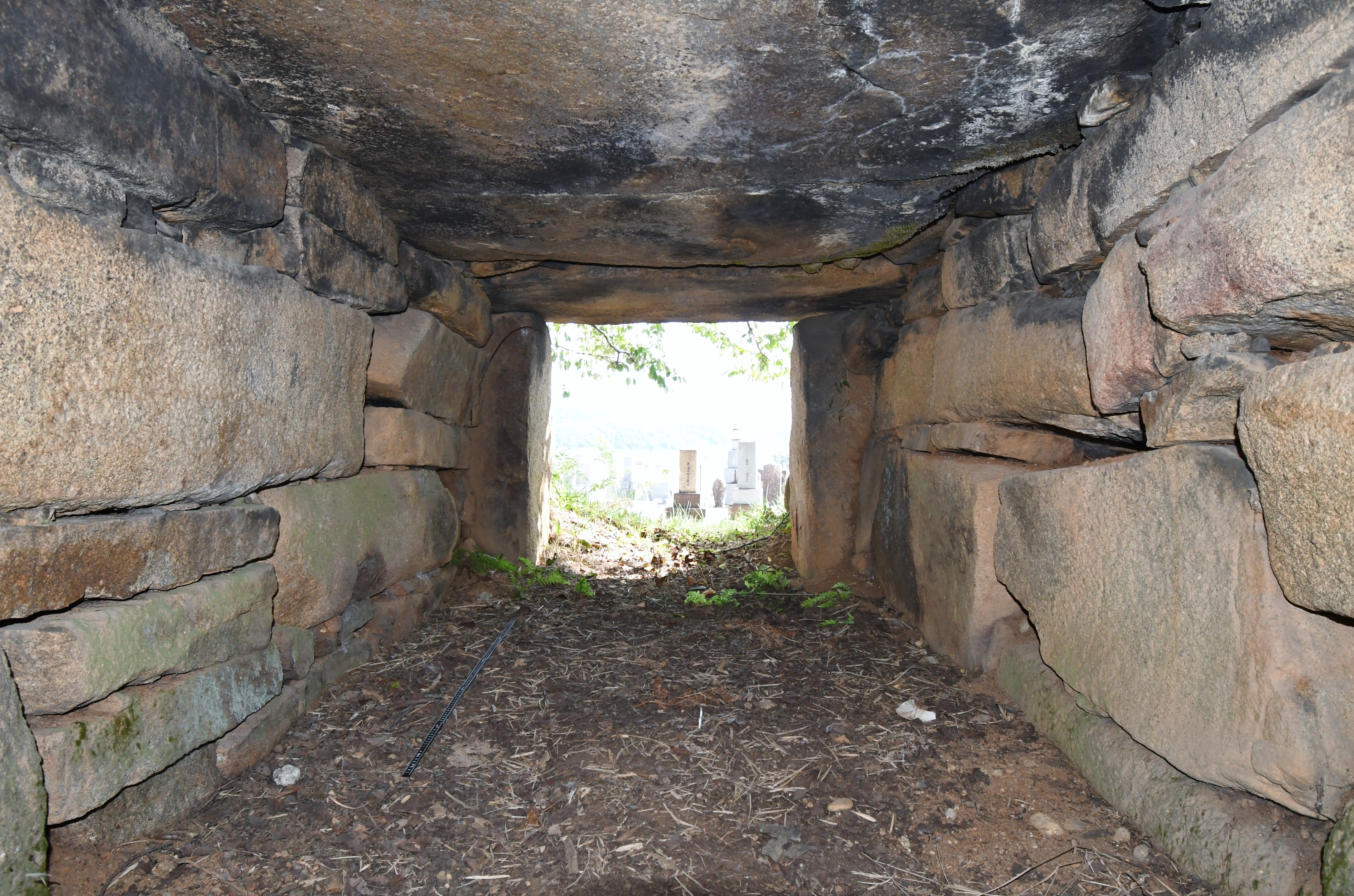
前室（開口部方向）
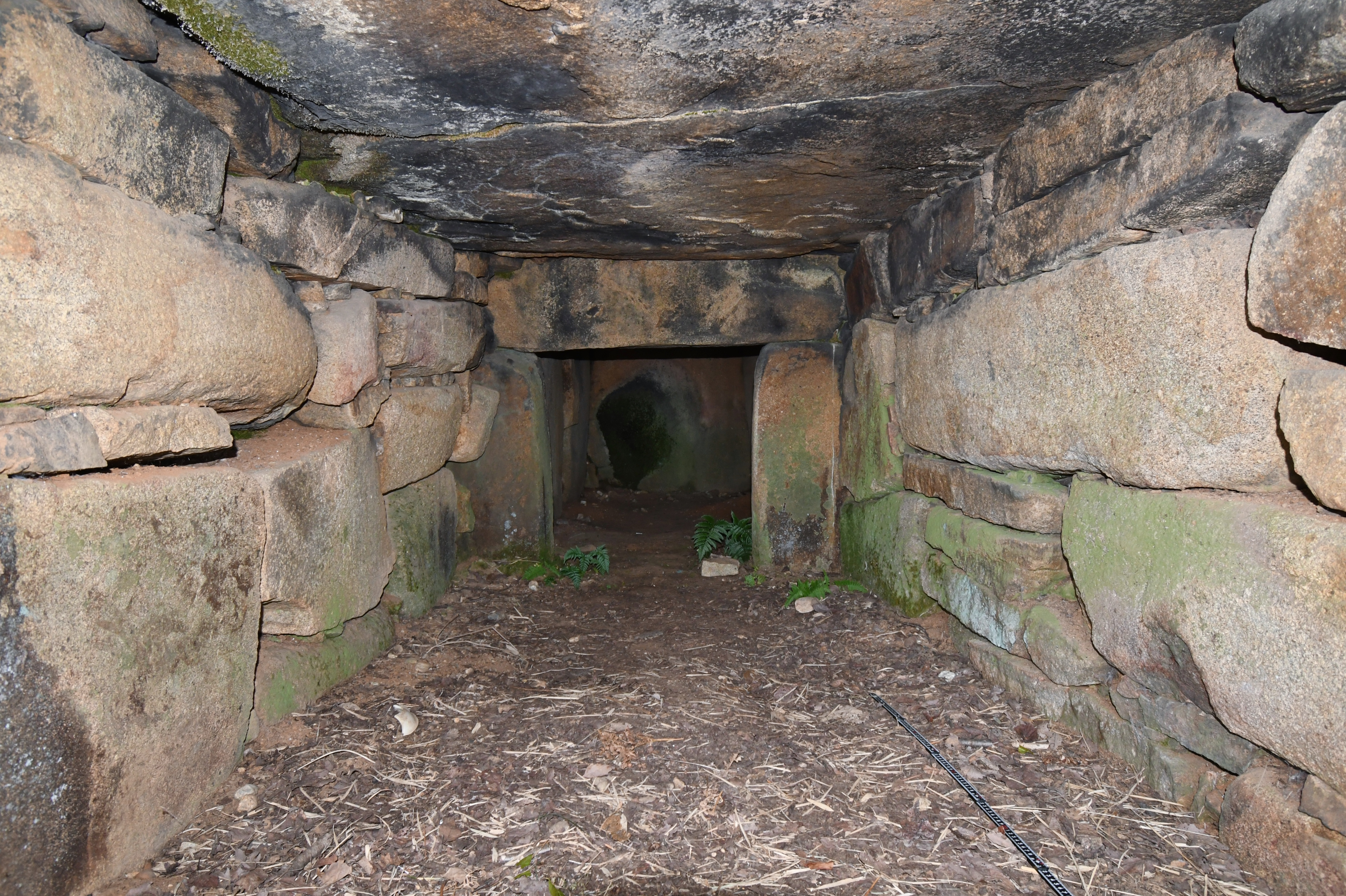
前室（後室方向）
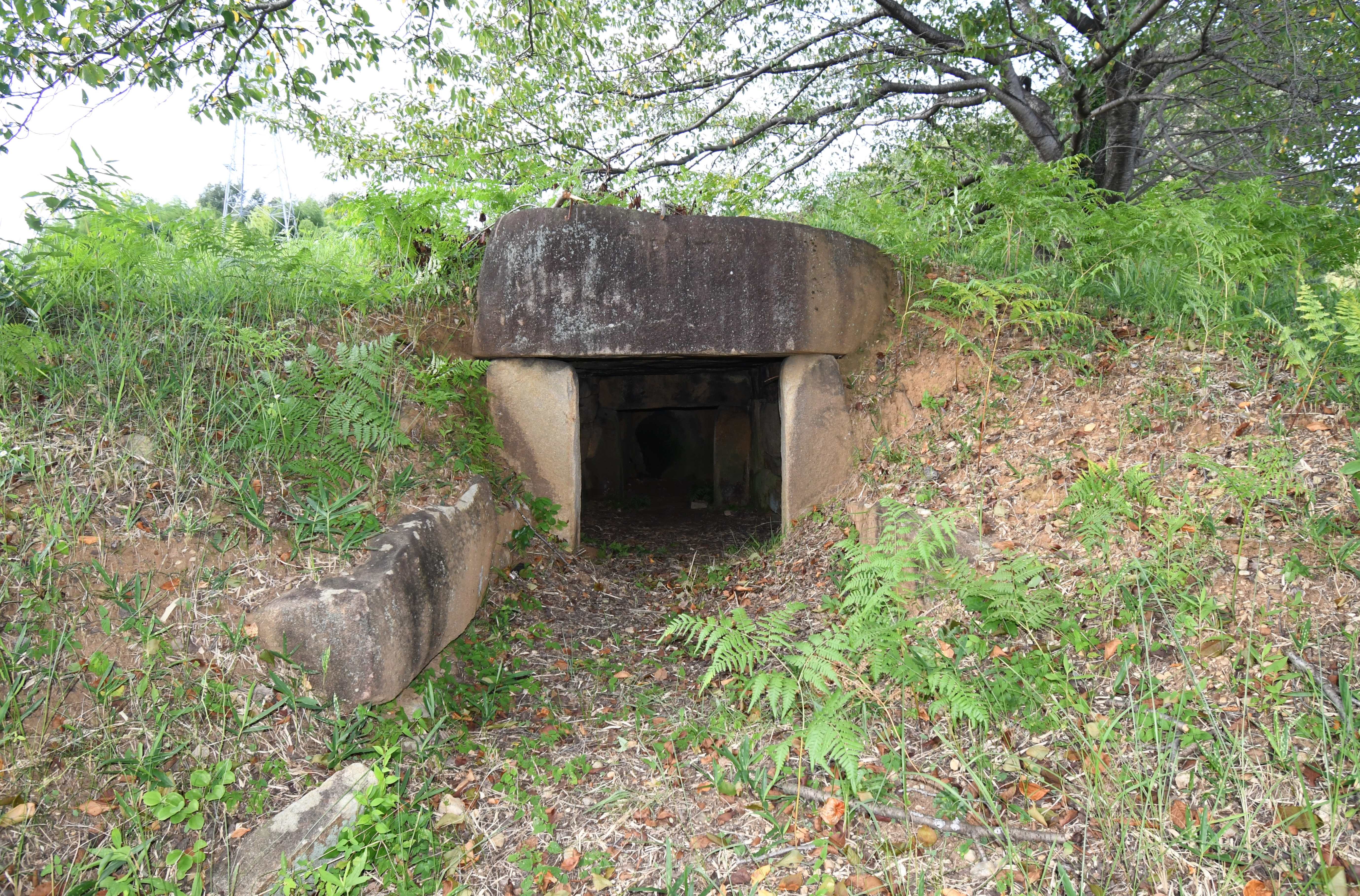
開口部

## 文化財

### 岐阜県指定文化財
- 史跡
  - 炭焼古墳 - 1956年（昭和31年）11月14日指定[1]。